# Hoplolabis (Hoplolabis) maria
Hoplolabis (Hoplolabis) maria is een tweevleugelige uit de familie steltmuggen (Limoniidae). De soort komt voor in het Nearctisch gebied.